# Нікулін Максим Володимирович
Макси́м Володимирови́ч Ніку́лін (позивний «Пумба»; 2 липня 1987, Харків — 12 березня 2024, Синьківка) — солдат Збройних Сил України, старший стрілець, 1 механізованого відділення 1 механізованого взводу 7 механізованої роти 3 механізованого батальону Військової частини А 0693 54-та окрема механізована бригада імені гетьмана Івана Мазепи, учасник російсько-української війни.

## Життєпис
Народився 2 липня 1987 року у місті Харків у родині Тетяни та Володимира Нікуліних. Прадіди Максима воювали у Другій світовій війні.
Протягом 2001—2005 років, навчався у Харківському електромеханічному технікумі та здобув спеціальність слюсар автомеханік.
Був вірянином Української православної церкви[джерело?].

### Повномасштабне вторгнення
Російське вторгнення Максим зустрів удома, у місті Харків.
У вересні 2022 року був призваний до лав Збройних Сил України до 93-тя механізованої бригади Холодний Яр.
Брав участь у заходах, необхідних для забезпечення оборони України, захисту безпеки населення та інтересів держави у зв'язку з військової агресією Росії проти України в н.п Бахмут, Бахмутський район Донецька область, місто Запоріжжя, н.п Часів Яр Бахмутського району Донецької області, місто Київ, н.п Куп'янськ Куп'янського району Харківської області, н.п Синьківка Куп'янський район, Харківська область.
7 жовтня 2023 року при виконанні бойового завдання під Бахмутом дістав поранення. Після одужання повернувся до 54-ї окремої механізованої бригади імені Івана Мазепи.
12 березня 2024 року Максим загинув у Битві за Куп'янськ в н.п Синьківка Куп'янський район, Харківська область. Від множинних осколкових поранень, несумісних з життям, внаслідок обстрілів ворожих мінометів.
Похований 21 березня 2024 року на Алеї Слави 18 кладовища у Харкові. Віддати останню честь прийшли друзі, колеги, родичі та побратими.

## Нагороди
- Медаль «Захиснику Вітчизни» (2023)[1]

## Військові звання
- старший стрілець (2023);
- стрілець (2022)